# Lonicera acuminata
Lonicera acuminata, poluzimzelena biljka iz porodice Caprifoliaceae. Raširena je po Malim sundskim otocima i dijelovima Kine, Vijetnama, Indije, Mjanmara, na Sumatri i Javi.
Postoje jedna podvrsta i brojni sinonimi.

## Podvrtste
- Lonicera acuminata var. depilata P.S. Hsu & H.J. Wang